# Amazon: Guerreiros da Amazônia
Amazon: Guerreiros da Amazônia, é uma série de desenhos animados e seus respectivos livros compondo uma trilogia, cuja destinação é a conscientização dos problemas encontrados na Amazônia, de forma lúdica, destinada aos moradores locais em idade escolar no ensino fundamental.

## A Origem[4]
Um grupo de indivíduos uniu forças por volta de 1998 com o propósito de conceber um desenho animado autenticamente brasileiro, visando capturar um mercado pouco explorado no país. Ronaldo Barcelos liderava esse grupo como o autor do projeto.
O interesse pela preservação da Amazônia foi despertado durante a Conferência de Meio Ambiente e Desenvolvimento (ECO-92) no Rio de Janeiro. Isso provocou um vislumbre tanto comercial quanto educacional sobre o tratamento do ambientalismo, apesar de o foco inicial ser exclusivamente a preservação ambiental concentrada na floresta. Essa abordagem foi desenvolvida inicialmente com recursos limitados, principalmente através do material disponível nas mídias, que ofereciam uma visão superficial do processo.
Cerca de dois anos após o início do projeto, aproximadamente 80 minutos do desenho animado foram concluídos. Nesse ínterim, eles enfrentaram o desafio da falta de financiamento e apoio institucional, algo comum em iniciativas privadas sem o respaldo e a proteção das grandes entidades. O alto custo de investimento, tanto em equipamentos quanto em mão de obra, praticamente inviabilizava todo o projeto. Contudo, já era tarde para recuar, pois o autor estava profundamente envolvido com o tema.
A região amazônica já era conhecida por seus problemas, como tráfico de animais, invasões de terras - muitas vezes realizadas em área de reserva destinada a população indígena, exploração ilegal de recursos naturais, biopirataria da flora e fauna, e especialmente, as queimadas e o desmatamento que ganhavam destaque internacional. Ronaldo Barcelos, o autor da obra, desenvolveu uma forte ligação emocional com essas questões ao vivenciá-las, despertando empatia pelos habitantes locais. Ele acreditava poder ser um agente de mudança e contribuir para a resolução dos problemas da região.
Foi durante esse contato com os habitantes locais e seus problemas que ele percebeu que tanto as ONGs quanto os ativistas ambientais e a mídia em geral focavam principalmente no público adulto e externo à região, negligenciando os jovens, que eram os mais afetados e poderiam se tornar agentes de mudança e questionamento.
Como a mensagem era direcionada preferencialmente a crianças e jovens, Barcelos sentiu a necessidade de apoio visual e imagético. Assim, convidou Ronaldo Santana, animador que já havia trabalhado na versão animada de 2000, para ilustrar a trilogia literária. Mais tarde, Ronaldo Santana criou o design de personagens e dirigiu a segunda temporada para a TV Escola em 2018.

## Seu autor

### Ronaldo Barcelos
Nascido em 1971 no Rio de Janeiro, publicitário, possuindo uma pós-graduação em Film & TV Business pela FGV. Como esportista, pratica Jiu-Jitsu e é faixa preta. É um leitor assíduo de biografias e tem interesse em religiões e filosofias desde tenra idade.
Com o objetivo de criar um desenho animado genuinamente brasileiro, ele deu início ao Projeto Amazon em 1998, enquanto trabalhava simultaneamente na área de publicidade. Avançou na produção do desenho animado, criando cerca de 100 minutos divididos em capítulos.
Enquanto publicitário, percebeu que a maior parte do material disponível sobre o assunto era voltada para o público adulto. Decidiu, então, aprofundar sua pesquisa sobre a região Amazônica, dedicando mais de 15 anos a isso, resultando na produção de um material que deu origem a uma trilogia. Utilizando como argumento heróis baseados em animais nativos da floresta, ele os transformou em personagens com o objetivo de defender a floresta de todas as ameaças externas. Dessa maneira, desenvolveu uma metodologia lúdica para educar e entreter crianças, promovendo e incentivando a preservação ambiental.

## Objetivo
O autor concluiu que para resolver os problemas da região, seria crucial investir em educação inclusiva de qualidade, focada em crianças e adolescentes locais, visando expandir essa abordagem para além da região. Isso poderia catalisar a união da sociedade em prol do combate às injustiças sociais, enquanto promove uma política de controle e restauração ecológica. Essa motivação deu origem à criação e disponibilização de conteúdo lúdico com ênfase ambiental, destinado aos jovens e professores do ensino fundamental na região, com potencial para se estender pelo Brasil e, eventualmente, alcançar uma escala global.

## Missão Social:  A educação através do entretenimento[10]
O projeto que teve início com um desenho animado também gerou uma trilogia de livros, os quais se tornaram referência e foram adotados pelas escolas públicas do Brasil.
Em 2012, um evento marcante impactou profundamente o autor durante uma de suas viagens pela Amazônia: um acidente de barco. Nessa ocasião, uma menina de apenas 5 anos sofreu uma fratura no braço e necessitou de remoção para um hospital. Ao chegar lá, constatou-se a ausência de um Raio-X funcional. Esse incidente evidenciou a realidade dos habitantes da região, que abrange mais de 60% do território brasileiro.
Vivenciando esse acidente, o autor percebeu que os verdadeiros problemas da Amazônia iam além da degradação ambiental, sendo essencialmente questões de falta de estrutura, educação e assistência humanitária.
Sua abordagem para implementar mudanças partiu da base da pirâmide, visando capacitar cada habitante a buscar melhores caminhos, oferecendo oportunidades de escolha e, assim, conscientizando sobre a importância da proteção da floresta e do seu bioma.
A partir desse momento, ele iniciou doações de livros nas escolas, utilizando recursos pessoais, concentrando os esforços iniciais em Juriti e Santarém, no Pará. A receptividade das escolas, professores e alunos superou suas expectativas, incentivando-o a intensificar seu projeto.
Nos últimos dez anos, foram viabilizadas dezenas de milhares de doações de livros para mais de 500 escolas, a maioria delas localizadas na Amazônia. Cinco anos após esse incidente, em 2017, decidiu, com dificuldade, tornar o projeto acessível para todas as crianças e professores com os quais já havia entrado em contato.
Ele disponibilizou gratuitamente a Trilogia dos Guerreiros da Amazônia em seu site, resultando, até 2023, no download de mais de 200.000 livros em PDF.

## Temática e Conteúdo

### Desenvolvimento do Personagem ‘Guerreiros da Amazônia’
Foram incontáveis viagens para a Amazônia nos 10 anos que se passaram, buscando o entendimento de todo contexto. Nesse período foi acompanhado e assessorado por Paulo Coutinho, conceituado ambientalista. Dessas viagens veio a construção do argumento principal para a Trilogia, que se entitulou Trilogia Literária Guerreiros da Amazônia e foi entregue nos idos de 2012.

## Enredo[14][15]
A trilogia tem como um de seus propósitos reavivar o afeto e a autoconfiança das crianças que residem na Amazônia, além de proporcionar compreensão para aquelas que habitam em grandes centros urbanos e cresceram distantes da natureza.
No enredo voltado ao meio ambiente, um grupo de dez jovens, oriundos de diferentes cidades, se veem na Amazônia de maneira "fortuita" e, gradualmente, descobrem que possuem uma missão a cumprir naquele local.
Ao abraçarem essa missão, são instruídos por um mestre e adquirem habilidades provenientes de animais da floresta, capacitando-se para combater o vilão que ameaça destruir a selva e proteger assim a maior floresta tropical do mundo!

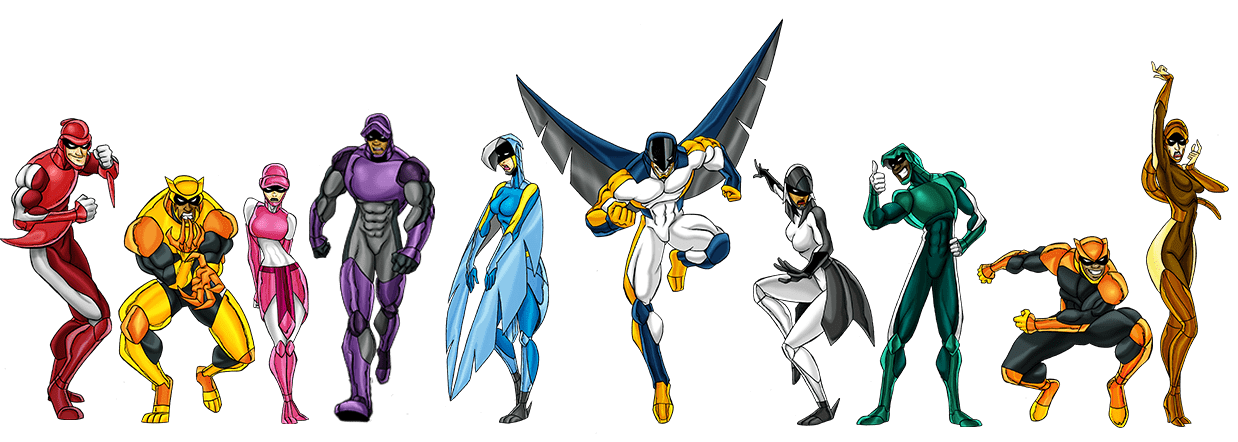
Super-heróis Guerreiros da Amazônia

###### Foram formados 10 super-heróis com amazônicos poderes, derivados dos animais, sendo:Arara,Ariranha,Boto,Falcão,Harpia(Gavião Real), Onça,Jacaré,Peixe-Boi,Macacoe a giganteSucuri.[16]
Esses heróis amazônicos, conhecidos pela criançada da região, fizeram um sucesso estrondoso, identificados imediatamente por todos.

## Publicações

### Trilogia em Português[17]

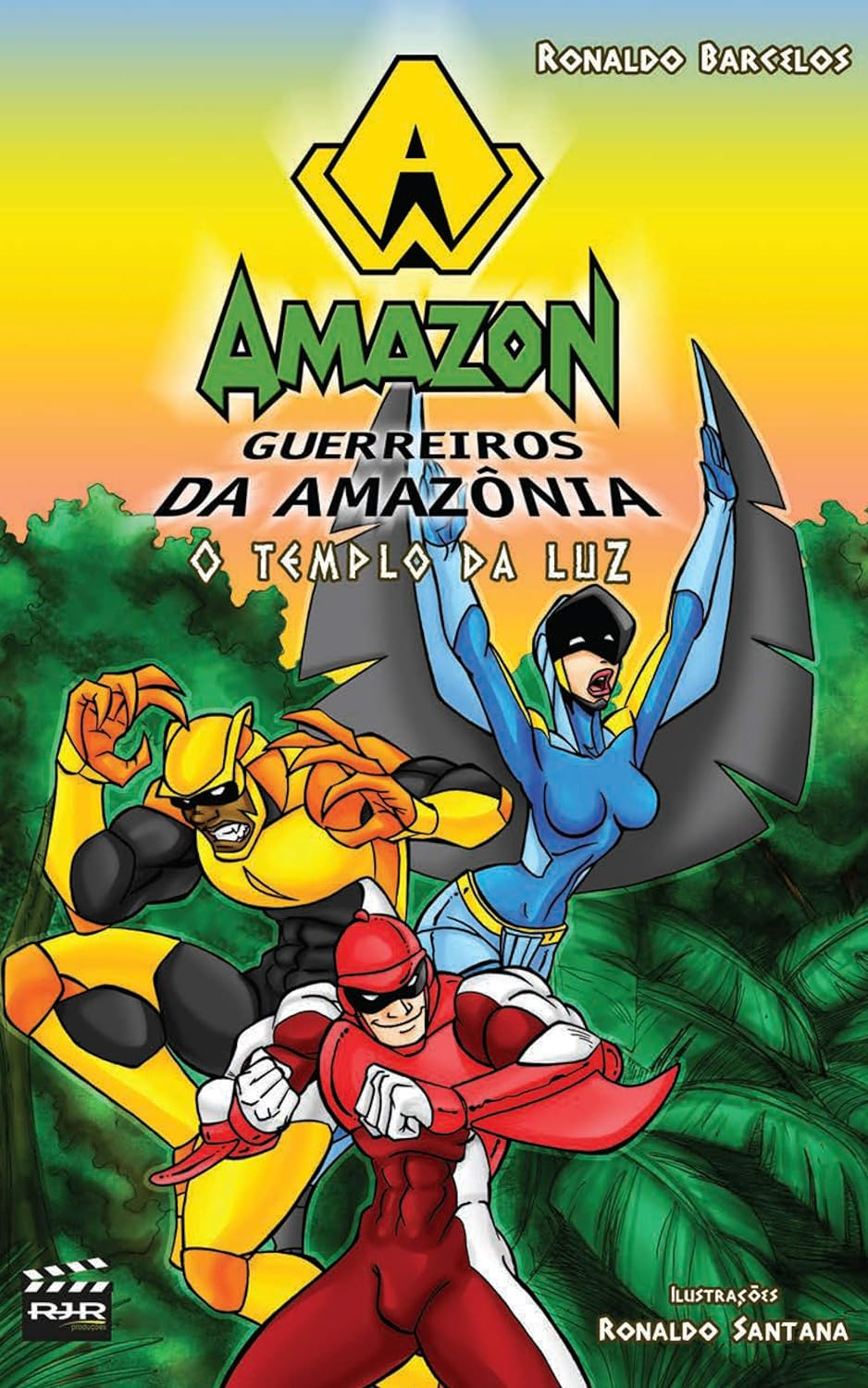

- Livro 1 - O Templo da Luz[18]Sinopse: Na Floresta, uma cidade, um segredo. Das sombras surge uma ameaça, um homem terrível com seus capangas e robôs. Do Templo da Luz, um chamado. Três jovens, Armaduras Sagradas e uma missão tão importante quanto a vida. Começou uma corrida contra o tempo para salvar a Floresta da devastação.  Você não pode fugir do seu destino!
  - Título: Guerreiros da Amazônia - O Templo da Luz
  - Autor: Ronaldo Barcelos
  - Idioma: Português brasileiro
  - Editora: RJR Produções
  - Data da publicação: 1° de janeiro de 2009
  - Número de páginas: 203
  - Dimensões: 8,19 x 5,75 x 0,55 polegadas
  - ISBN-10: 8565465012
  - ISBN-13: 978-8565465014

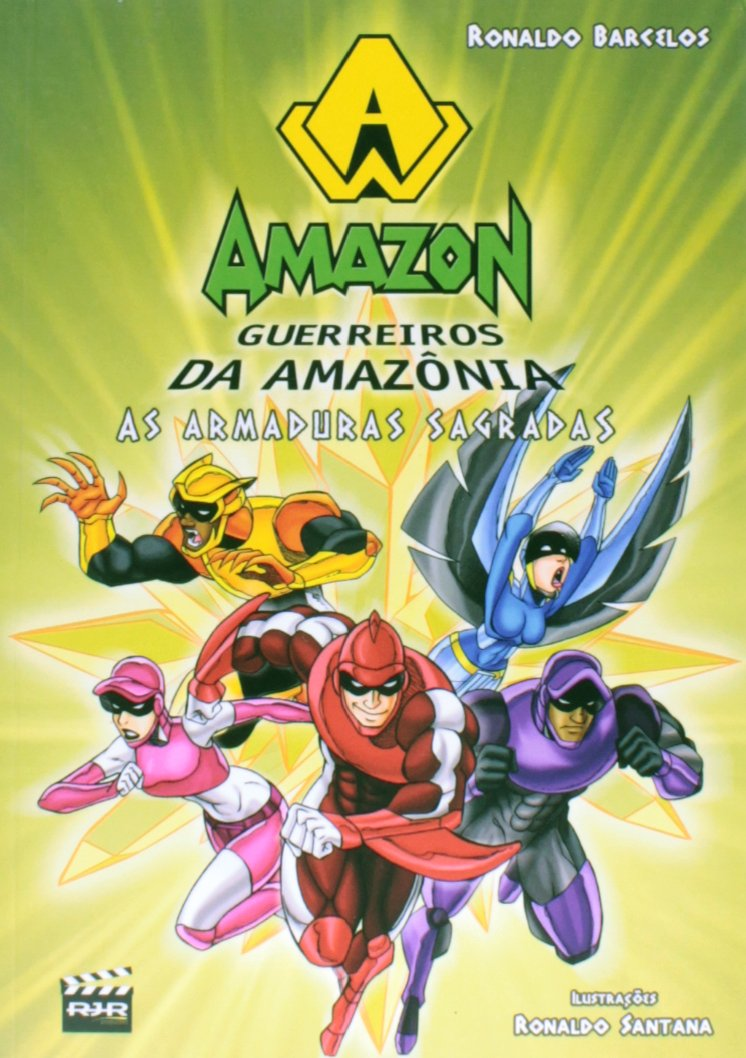

- Livro 2 - As Armaduras Sagradas[19]Sinopse: Muitos são os perigos que ameaçam a floresta amazônica.Três jovens com grandes poderes lutam para manter a paz e a harmonia contra os homens gananciosos e inconsequentes.Um inimigo do passado retorna mais forte que antes para destruir a cidade Amazon e roubar a Flor do Sol, a maior fonte de energia do mundo. É preciso convocar novos guerreiros para vestirem as armaduras sagradas.  Você não pode fugir do seu destino.
  - Título: Guerreiros da Amazônia - As Armaduras Sagradas
  - Autor: Ronaldo Barcelos
  - Idioma: Português brasileiro
  - Editora: RJR Produções
  - Data de publicação: 1° de janeiro de 2012
  - Número de páginas: 216
  - Dimensões: 21 x 14,4 x 1,4 cm
  - ISBN-10: 8565465020
  - ISBN-13: 978-8565465021

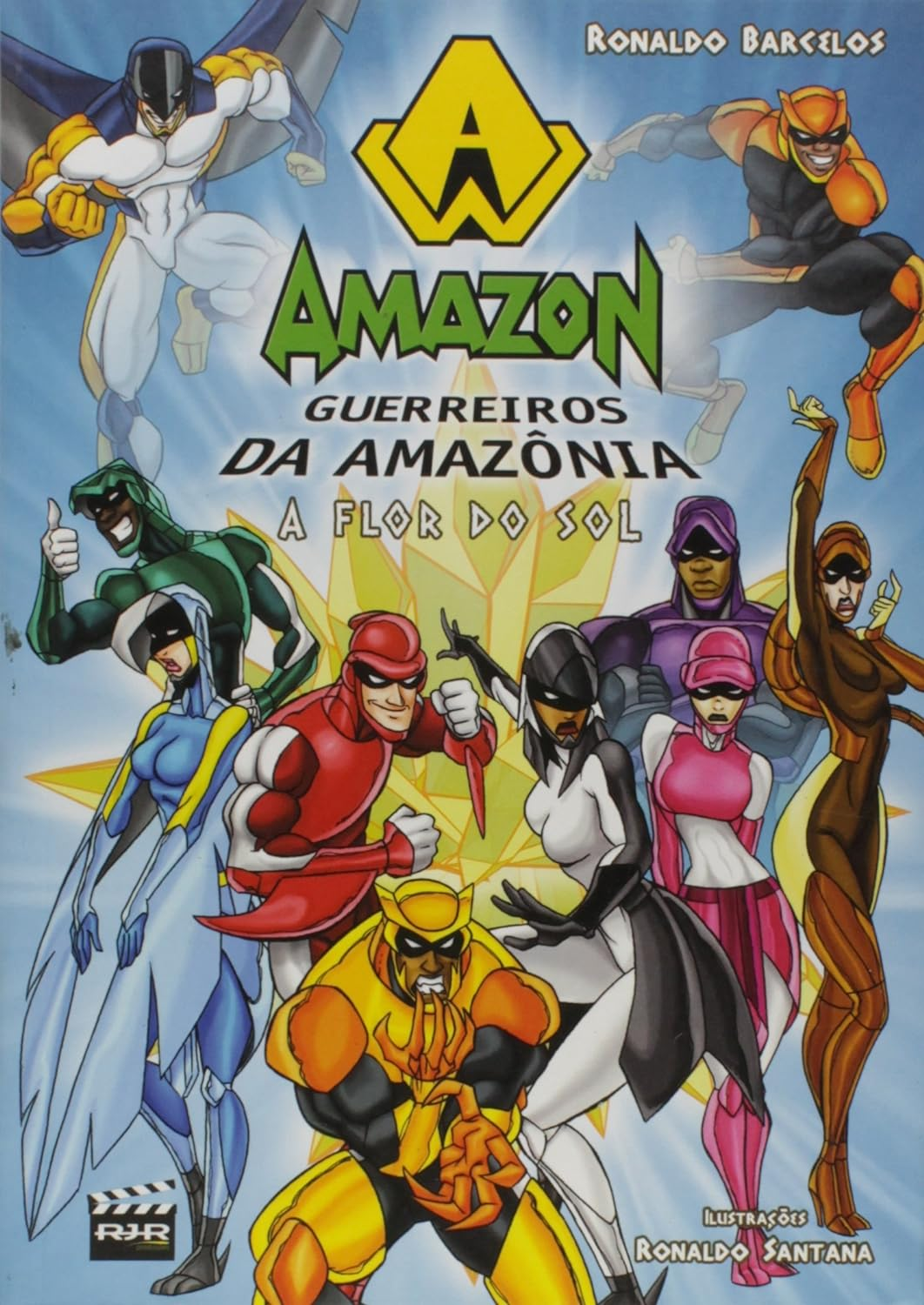

- Livro 3 - A Flor do Sol[20]Sinopse: A corrida contra o tempo para salvar a floresta e seu povo da devastação continua intensamente. A Flor do Sol nunca esteve tão próxima de cair nas mãos do mal. Só uma jornada até o coração da floresta poderá proteger o maior tesouro da Amazônia. Os Amazons precisam revelar os seus segredos. Os tambores estão soando: Chegou o momento de convocar todos os Guerreiros da Amazônia. Você não pode fugir do seu destino!
  - Título: Guerreiros da Amazônia - A Flor do Sol
  - Autor: Ronaldo Barcelos
  - Idioma: Português brasileiro
  - Editora: RJR Produções
  - Data de publicação: 1° de janeiro de 2015
  - Número de páginas: 246
  - Dimensões: 8,19 x 5,75 x 0,55 polegadas
  - ISBN-10: 8565465099
  - ISBN-13: 978-8565465090

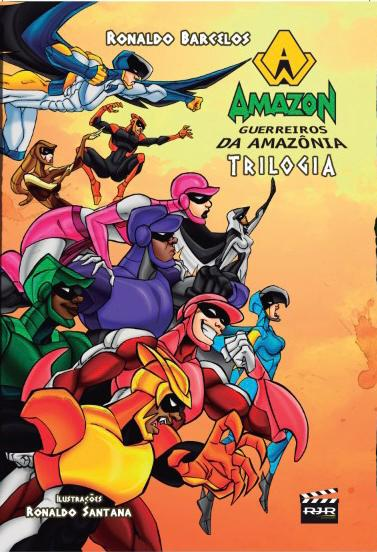

- Edição comemorativa - Trilogia[21]Sinopse: Na floresta amazônica, uma cidade, um segredo. Das sombras surge uma ameaça, um homem terrível com seus capangas e robôs. Do "Templo da Luz", uma chamado. "Armaduras Sagradas" e uma missão tão importante quanto a vida. Os Amazons precisam revelar os seus segredos. Os tambores estão soando: Chegou o momento de convocar todos os guerreiros da amazônia. Começou uma corrida contra o tempo para salvar a floresta da devastação. Você não pode fugir do seu destino!
  - Título: Guerreiros da Amazônia - Trilogia
  - Autor: Ronaldo Barcelos
  - Idioma: Português brasileiro
  - Editora: RJR Produções
  - ISBN-13:  978-6589110040

Também está disponível em Inglês e Espanhol.

## Filmes[22][23]
- Guerreiros da Amazônia: A origem (EP 1)
- Guerreiros da Amazônia: Biopirataria (EP 2)
- Guerreiros da Amazônia: Garimpo ilegal (EP 3)
- Guerreiros da Amazônia: Desmatamento (EP 4)
- Guerreiros da Amazônia: Incêndio Criminoso (EP 5)
- Guerreiros da Amazônia: Reflorestamento (EP 6)
- Guerreiros da Amazônia: Contrabando de madeira (EP 7)
- Guerreiros da Amazônia: Carimbó (EP 8)
- Guerreiros da Amazônia: Água Contaminada (EP 9)
- Guerreiros da Amazônia: Mapinguari (EP 10)

## Impacto Cultural

### Projeto Social[24][25][26]
O cerne do projeto concentrou-se na disseminação do conhecimento de maneira envolvente e divertida, direcionada especificamente às crianças. Este esforço resultou na distribuição gratuita de mais de 25 mil livros físicos e 200 mil versões em PDF, alcançando mais de 500 escolas por todo o Brasil.
Em parceria com o Ministério da Educação (MEC), o projeto deu origem a uma série que, em 2018, se transformou em um desenho animado. Esse conteúdo é disponibilizado gratuitamente através da TV Escola e das redes sociais. Além dos e-books, foram criados materiais complementares como manuais para os professores, músicas e quebra-cabeças, todos acessíveis para download em qualquer dispositivo com acesso à internet.

## Impacto Ambiental

### Reduzindo as pegadas com Carbono Neutro[28]
Com o intuito de adotar práticas de sustentabilidade exemplares, os livros Guerreiros da Amazônia tornaram-se pioneiros na neutralização de carbono em escala global. As emissões de carbono geradas pelo consumo de energia elétrica, pela produção de papel, tinta de impressão e outros recursos utilizados na fabricação dos exemplares foram compensadas por meio do plantio de árvores na Amazônia. Isso foi viabilizado através do Programa Carbono Neutro, conduzido pelo Idesam.

## Prêmios[29]

### Prêmio Hugo Werneck
Premiado com o reconhecido prêmio Hugo Werneck, uma espécie de "Oscar" da ecologia, a trilogia dos Guerreiros da Amazônia recebeu esse prestigioso prêmio da Revista Ecológico em 2013, na categoria Educação Ambiental. Este prêmio, que anualmente homenageia as melhores empresas, projetos e instituições comprometidas com o meio ambiente e a sustentabilidade, consolidou os livros como uma ferramenta valiosa para conscientização ambiental e defesa da Amazônia. Após essa conquista, os livros passaram a ser adotados de forma espontânea por diversos professores em escolas de todo o Brasil.

### Projeto Safe Collection – Histórias Seguras
A colaboração visionária entre Gabriel Araújo e Anderson Borges, em 2017, resultou na integração inovadora da nanotecnologia com cultura, educação e saúde. Esta iniciativa introduziu nos livros Guerreiros da Amazônia um bio-repelente encapsulado por meio de um processo de impressão avançado. Esse feito notável rendeu treze prêmios de criatividade internacionalmente reconhecidos. Durante o evento em Cannes, receberam um Leão de Prata e outro de Bronze, destacando-se no cenário mundial.

### Também ganhou[31]
WINA, na Espanha
El Ojo, na Argentina
Luso, em Portugal
CLIO, nos EUA
Sabre Awards Latin America
Lisbon Health Awards, em Portugal

## Inovação (Educação e Saúde aliada a Tecnologia)[32]
Cada página dos livros está revestida com um verniz especial que contém microcápsulas contendo ingredientes naturais como citronela, óleo de neem e óleo de cravo, conhecidos por suas propriedades repelentes. Esses elementos também estão presentes no giz de cera e na capa dos livros.
Ao manusear esses itens, as microcápsulas se rompem, liberando o repelente no ar e criando uma barreira protetora de aproximadamente 1,5 metro ao redor da pessoa que está utilizando o material. Esse mecanismo mantém os mosquitos afastados.
Assim, além de promover o amor e cuidado com a natureza entre as crianças, tanto o livro quanto a capa de super-herói desempenham o papel de protegê-las contra insetos.